# الحجرة (الباحة)
الحجرة هي حاضرة ومركز محافظة الحجرة التابعة لمنطقة الباحة جنوب غرب السعودية.

## نبذة
تقع الحجرة شمال غرب مدينة الباحة وتبعد عنها 120 كم تقريباً، كما تقع شمال المخواة وتبعد عنها حوالي 80 كيلومتر تقريباً.

## سبب التسمية
ذكر ياقوت الحموي في كتابه معجم البلدان:
سميت بالحجرة لأنها مثل الحُجرة محيطة بها الجبال من جميع الجهات.